# Sir Ildo
Sir Ildo MacPatinhas é um personagem fictício do Universo Disney. Ele é um ancestral do Tio Patinhas sendo da primeira geração da Família Pato.
Teve só 3 histórias publicadas, todas com roteiro e desenhos de Don Rosa.
Sir Ildo é mencionado na história O Segredo do Castelo (1947), de Carl Barks, quando Luizinho lê na inscrição de sua armadura que Ildo foi morto por um cerco dos Anglo-Saxões em 946. Em 1993, Don Rosa expandiu sua história em A Saga do Tio Patinhas. Segundo Rosa, Ildo nasceu na Escócia em 880, e sua morte foi causada pelo fato de Ildo ter sido abandonado por seus soldados, já que eram pagos apenas 30 peças de cobre por hora, e os arqueiros tinham bestas mas não flechas "porque eram muito caras" (em uma demonstração da avareza comum entre Patinhas e seus ancestrais). Sir Ildo foi enterrado no cemitério da família, e sua armadura foi colocada no hall do castelo 

## Nomes em outros idiomas
- Alemão: Sir Daunenstert Duck
- Dinamarquês: Jarlen af Darkburg
- Finlandês: Ritari Kananjalka
- Francês: Sir William McPicsou
- Grego: Σερ Λεοντόκαρδος Μακ Ντακ
- Holandês: Sir Eider McDuck
- Inglês: Sir Eider McDuck
- Italiano: Conte Braccio di Ferro de Paperoni
- Norueguês: Grev McSkrammel
- Polonês: Sir Dulcynian z Kwamelot
- Sueco: Sir Smocko